# Leszbosz a Gattilusi család uralma alatt
Leszbosz szigetét a genovai Gattilusik 1355-től egészen 1462-ig uralták. Uralmuk alá tartozott még néhány környező sziget is. Birtokhoz Francesco Gattilusio (mint I. Ferenc) jutott az Égei-tengeren, mivel segítséget nyújtott a Bizánci Birodalomban dúló polgárháborúban V. János császárnak és házassága révén rokoni kapcsolatba került a császári családdal.

## A leszboszi állam története
Francesco Gattilusio és testvére Niccolò Genovából mentek Görögországba, ahol V. János harcolt a trónért VI. János ellencsászárral szemben. Részben genovai támogatással sikerült VI. Jánosnak felülkerekednie, s a segítség viszonzásaképp Mária nevű húgát Francescónak adta feleségül, ezenfelül birtokába juttatta a Kis-Ázsiához közel fekvő Leszbosz szigetét, ahol Francesco a központját Mitilíniben rendezte be.
Hivatalosan nem deklarálták Leszbosz államiságát, de Francesco Gattilusio szuverenitását a területen több állam, így Magyarország is elismerte és diplomáciai kapcsolatokat tartott fenn vele. Genovának már ezt megelőzően is voltak érdekeltségei a területen, érdekszféráját pedig a Gattilusió-féle állam Leszboszon tovább növelte.
Ferencnek idővel megnőtt a vagyona, ezért uralmát kiterjeszthette Imbrosz, Szamothraké, Lemnosz és Thászosz szigeteire is, 1376-tól pedig már a kis-ázsiai Enosz városára is, melynek élére Ferenc öccse, Miklós került.
A Gattilusik komoly haszonra tettek szert a bányászatból, a timsó kivitelből, textilgyártásból és kereskedelemből. A kereskedelmi kapcsolatok javarészt a Genovai Köztársasághoz húztak.
Időközben Leszbosz szembe találta magát az Oszmán Birodalommal, aki már nemcsak Bizánc területeinek elhódítására tört, de megszüntetni, vagy legalábbis jelentősen csökkenteni akarta a velencei és genovai jelenlétet a térségben, hogy ő lehessen az Égei-tenger legfőbb irányítója.
I. Ferenc Nagy Lajos magyar királlyal részt vett egy törökellenes hadjáratban. Utódjának II. Ferencnek és Miklósnak is komolyan szembe kellett néznie a fenyegetéssel, ezért igyekeztek a környező keresztény hatalmakkal (Velencével és a Szent János Lovagrenddel szövetségre lépni, s hajóikkal támogatták a törökellenes háborúkat. II. Ferenc szabadította ki azokat a magyar, francia burgundi és más foglyokat, akik a vesztes nikápolyi csatában kerültek török kézre.
Jakab uralkodása alatt nézeteltérések támadtak Velencével, amely fő ellenfelei között tartotta számon Genovát és minthogy a Gattilusi-hatalom Leszboszon Genovát képviselte, ezért sérültek a térségben Velence érdekei. I. Teodór idején már nemcsak a török támadások fokozódtak a sziget ellen, de Leszbosz megint belebonyolódott a bizánci belharcokba, ezúttal a Trapezunti Császárság oldalán. Teodór idejére esik Konstantinápoly eleste is, mely után a család leszboszi uralmának helyzete kilátástalanná kezdett változni. Teodór ekkor békére törekedett az Oszmán Birodalommal és adófizetést is vállalt, csakhamar azonban meghalt és II. Mehmed már nyíltan igényt támasztott Leszboszra.
Thászosz szigetét a Gattilusiknak át kellett adniuk a törököknek, s a korábbi 3000 arany adó helyett 4000-et kellett Teodór utódjának, Dominiknak fizetnie a szultán felé. 1456. január 24-én a törökök bevették Enosz városát és az ottani uralkodó II. Teodór elhagyta azt. Ezután a török flotta gyorsan okkupálta Szamothraké és Imbrosz szigetét is. Az ősz folyamán Trevisói Lajos aquileiai pátriárka vezetésével megérkezett a Pápai állam flottája az Égei-tengerre és visszafoglalta Thászosz, Szamothraké és Imbrosz szigeteit a töröktől. Mehmed éktelen haragjában saját flottáját küldte Leszbosz ellen 1457 augusztusában, ám a leszbosziak és pápai flotta visszaverték a támadást, Izmail bég, a flotta parancsnoka augusztus 9-én kénytelen volt hát visszavonulót fújni.
A pápai flotta visszavonulását követően Miklós megölte testvérét, Dominikot és átvette a hatalmat a szigeten, majd katalán kalózokkal intéztetett támadást a kis-ázsiai partok ellen. Ez ürügyet adott Mehmednek egy második Leszbosz elleni akcióra. Miklós közel 5000 katonával bírt és felvette a harcot a támadó törökökkel, de elvesztette a küzdelmet és családjával együtt Konstantinápolyba hurcolták, ahol megalázták őket és Miklóst utóbb ki is végezték. Ezzel a dicstelen véggel áldozott le a Gattilusi család korszaka Leszboszon.

## Leszbosz urai
- I. Ferenc (1355-1384)
- II. Ferenc (1384-1404)
- Jakab (1404-1428)
- I. Teodór (1428-1455)
- Dominik (1455-1458)
- Miklós (1458-1462)

## Enosz urai
- Miklós (1376-1409)
- Palamédész (1409-1455)
- II. Teodór (1455-1456)